# Église catholique ukrainienne de Lourdes
L'église catholique ukrainienne de Lourdes ou église gréco-catholique ukrainienne de la Dormition-de-la-Très-Sainte-Mère-de-Dieu est une église grecque-catholique ukrainienne située à Lourdes, en France,,. C'est la seule église catholique orientale de Lourdes.
L'église gréco-catholique ukrainienne utilise une variante latinisée du rite byzantin.

## Localisation
L'église est située au 8 bis Rue de l'Ukraine à Lourdes.

## Historique
Cette église a été conçue et réalisée par l'architecte ukrainien Myroslav Nimciv, et a été consacrée en 1982. La construction de l'église a été possible grâce aux nombreux dons de  la diaspora ukrainienne.  

## Architecture

### Intérieur
À l'intérieur les fresques de tradition byzantine ont été réalisées par le peintre polono-ukrainien Yuriy (Jerzy) Nowosielski.

#### Chœuret iconostase
L'iconostase est une cloison en bois décorée d'icônes. Elle sépare les lieux où se tient le clergé célébrant du reste de l'église où se tiennent le chœur, le clergé non célébrant et les fidèles.

## Galerie

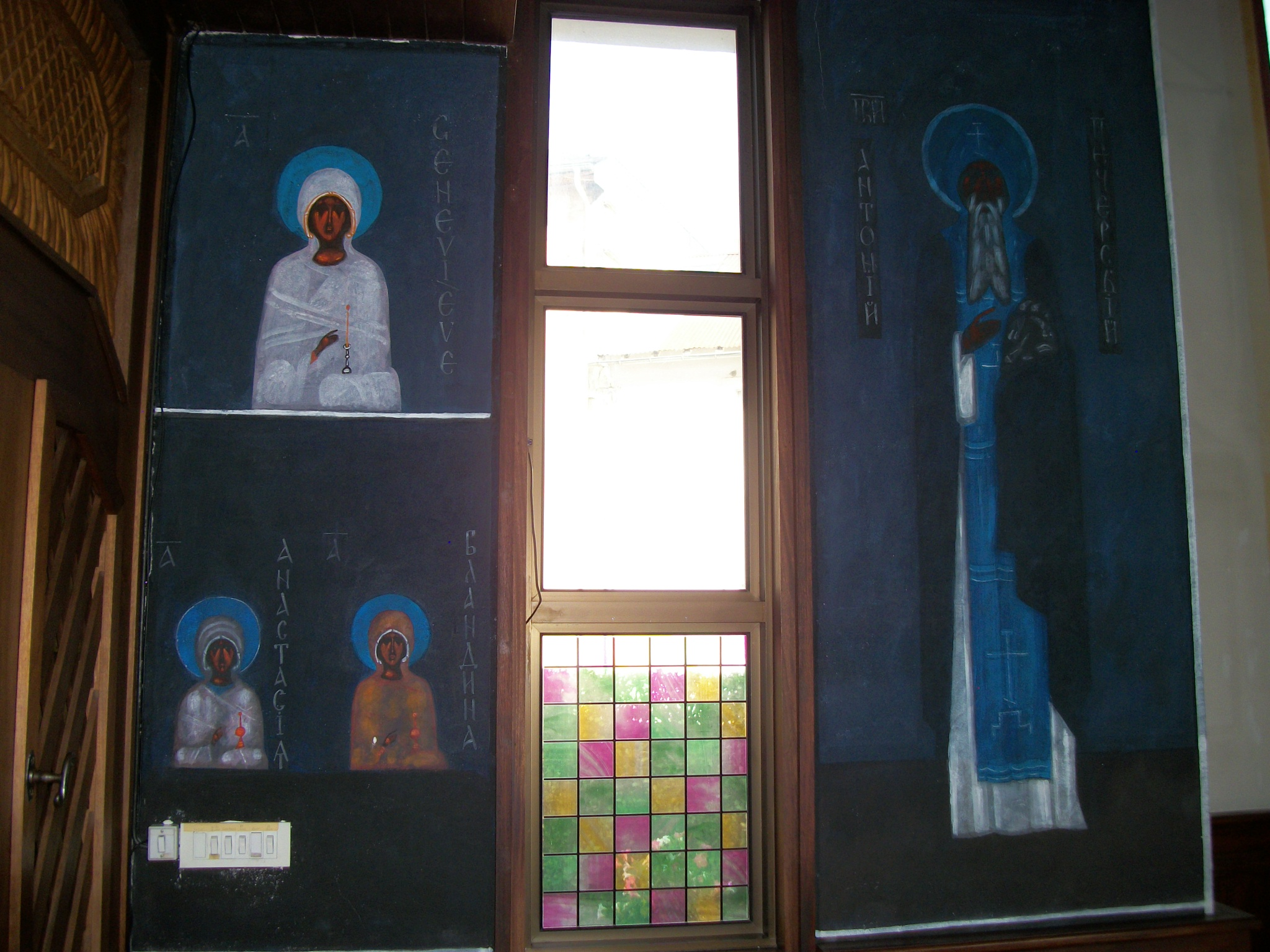
Fresque de 3 saintes et d'un saint évêque
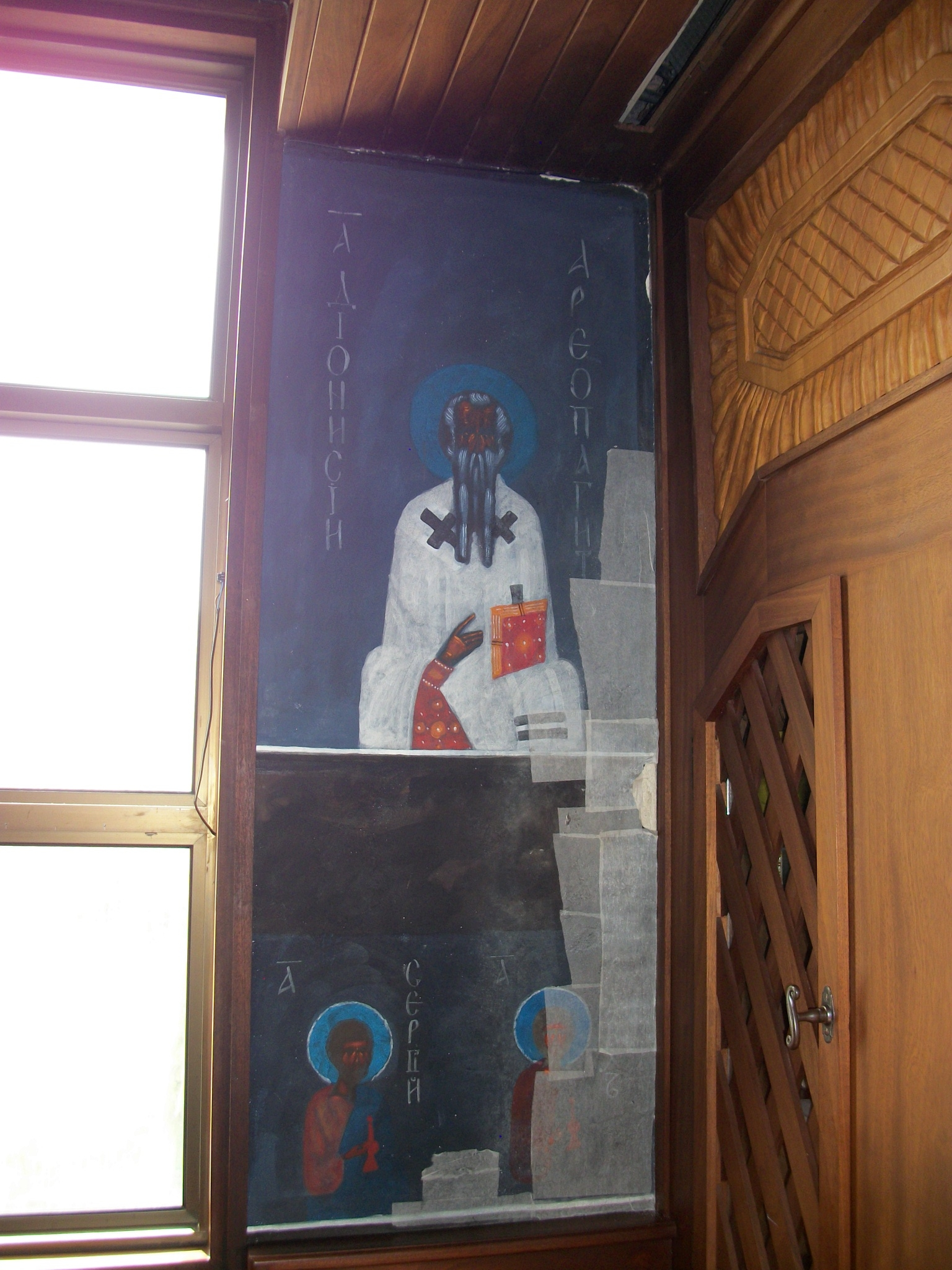
Fresque de 2 saints et d'un saint évêque
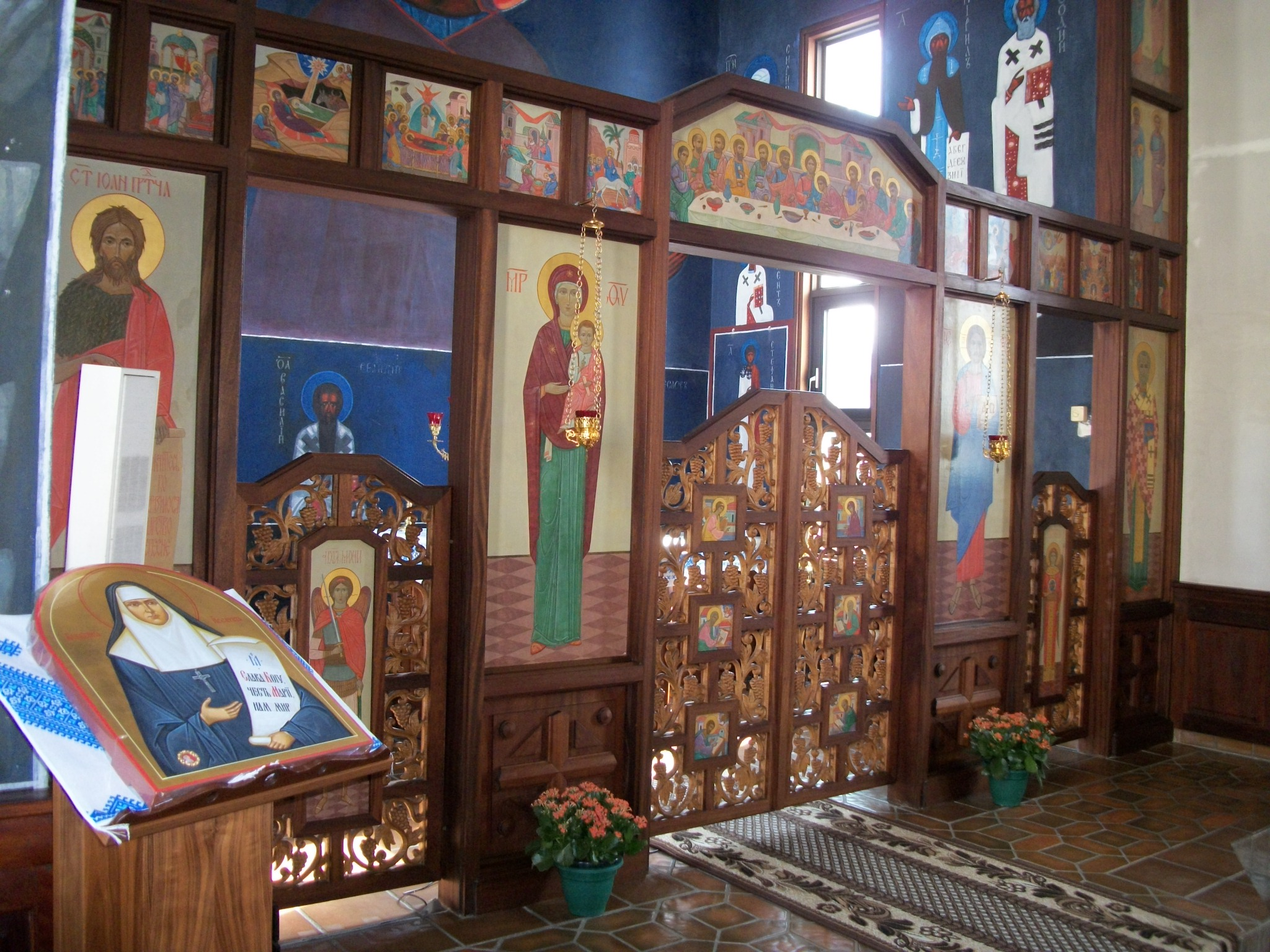
La cloison basse de l'iconostase, au premier plan à gauche, une icône d'une sainte avec sa relique.
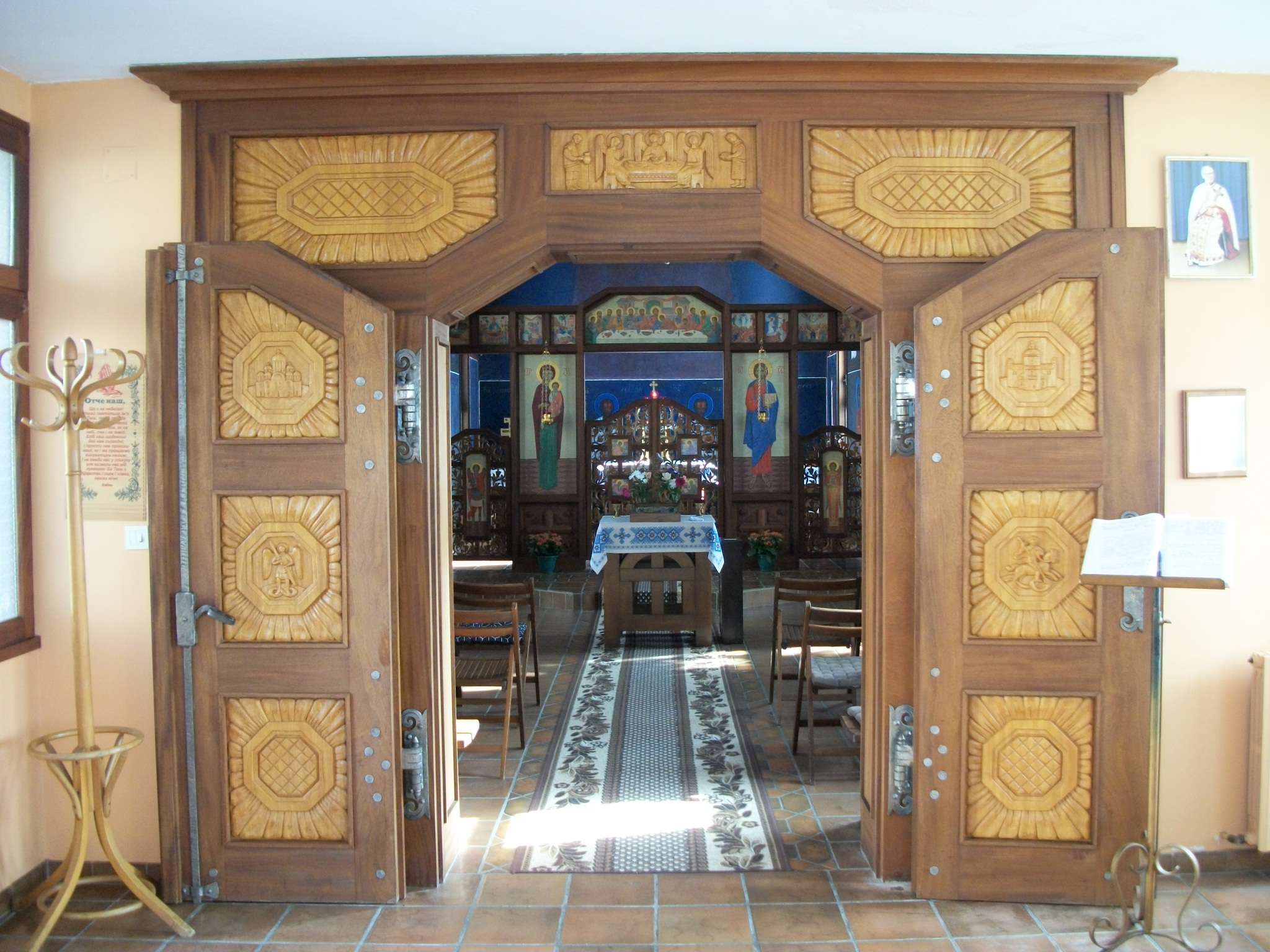
Entrée de la chapelle
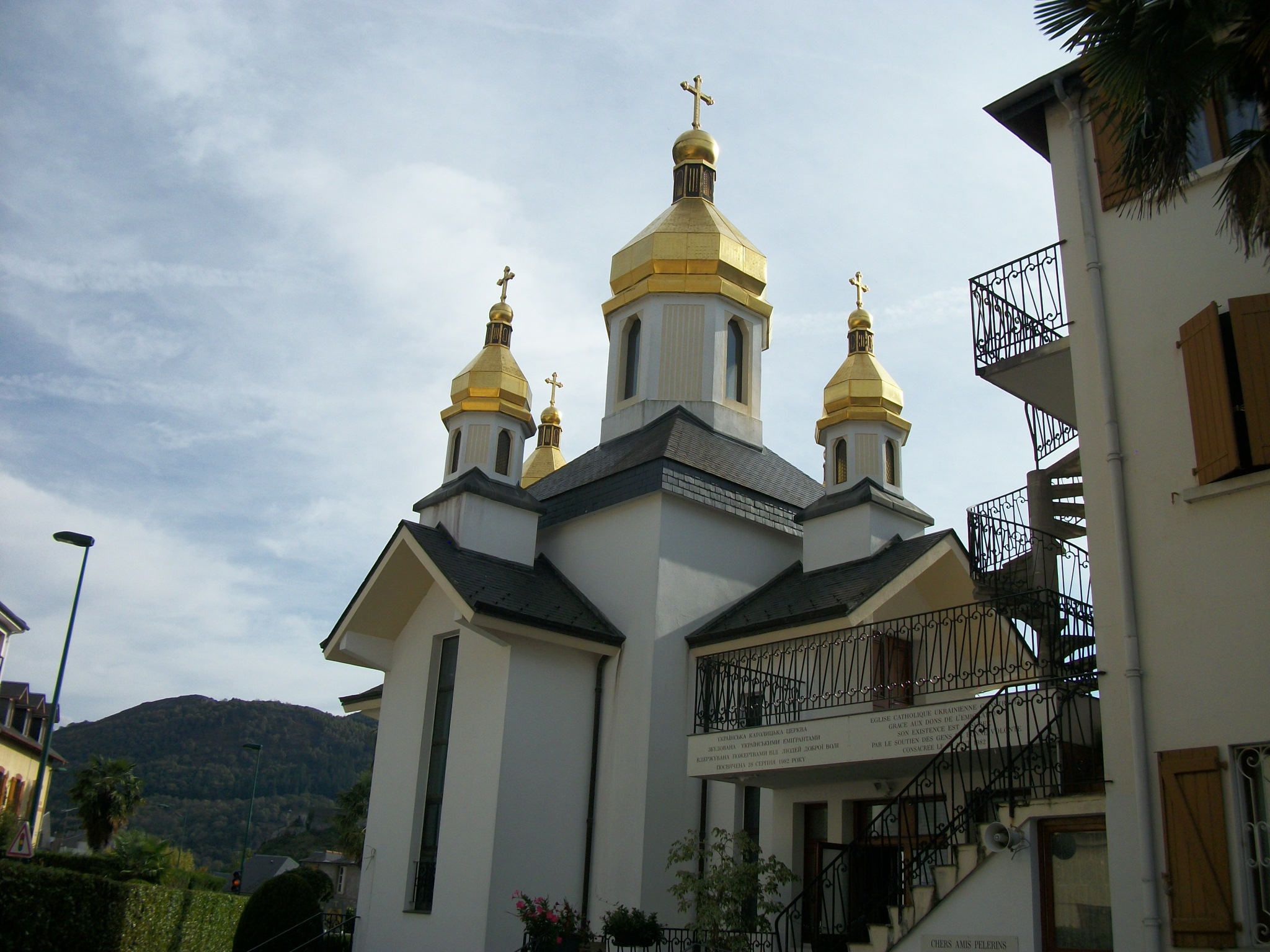